# Моравская Словакия

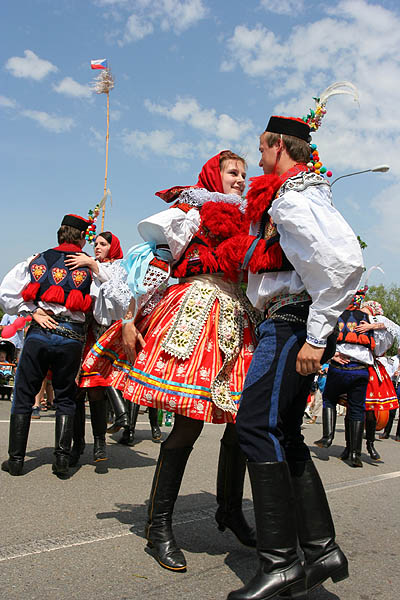
Словацкий танец

Моравская Словакия, Словацко (чеш. Moravské Slovácko) — этнографическая область в Моравии на юго-восток от Брно. На севере и северо-западе Моравскую Словакию ограничивают массивы Жданицкого леса и Хршибов, на юге — река Дые. Территориально принадлежит районам Годонин, Угерске Градиште, частично Злин и Бржецлав. Кроме того, в состав Моравской Словакии иногда включают и словацкий Голич.
Жители региона называют себя моравскими словаками, говорят на моравско-словацких (восточноморавских) диалектах чешского языка (чеш. nářečí moravskoslovenská, východomoravská), переходных к говорам западнословацкого диалекта (чеш. nářečí západoslovenské). Регион известен богатыми фольклорными традициями.
Моравская Словакия в свою очередь делится на этнографические области:
- Долняцко (Угерске Градиште, Стражнице, Кийов, Угерский Брод)
- Горняцко
- Моравские Копаницы
- Подлужье

и 2 переходные области:
- Ганацкое Словацко (Бржецлав)
- Лугачовицкое Залесье

## Галерея

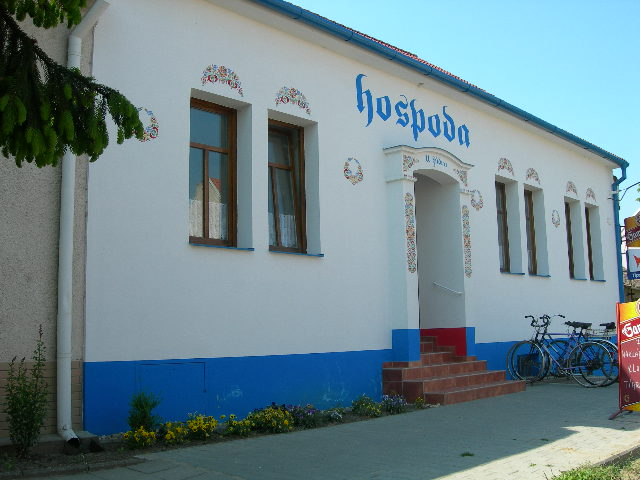
Традиционная корчма в Сватоборжицах
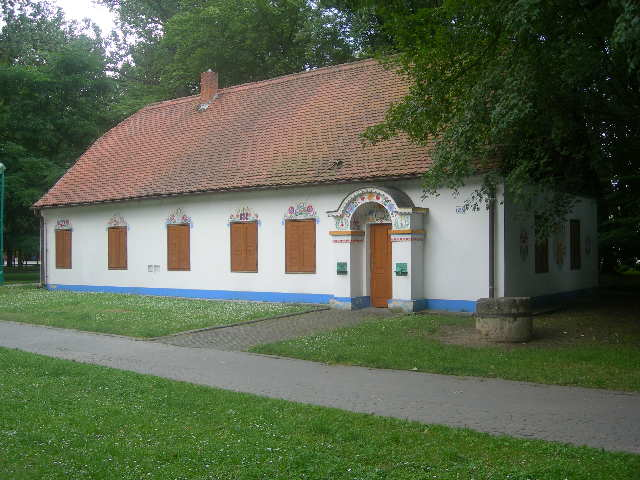
Традиционный словацкий дом в Угерском Градиште
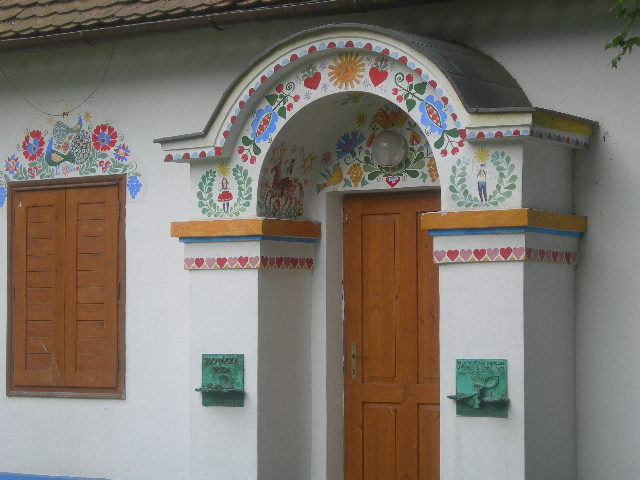
Детали традиционной росписи
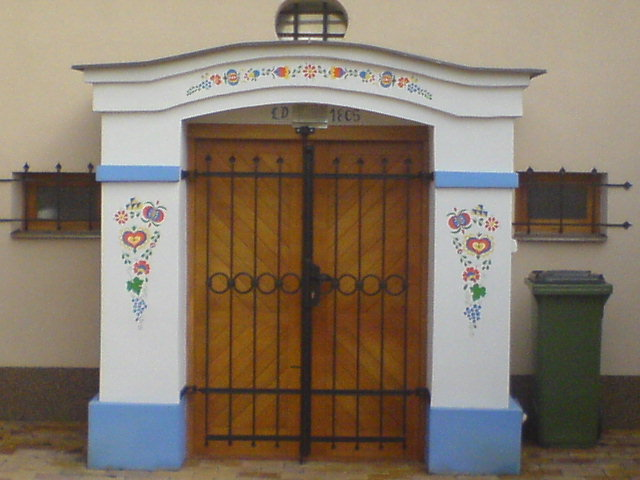
Детали росписи на винном подвале в Кийове